# Mémorial de la bataille d'Angleterre (Capel-le-Ferne)
Ne doit pas être confondu avec Mémorial de la bataille d'Angleterre.

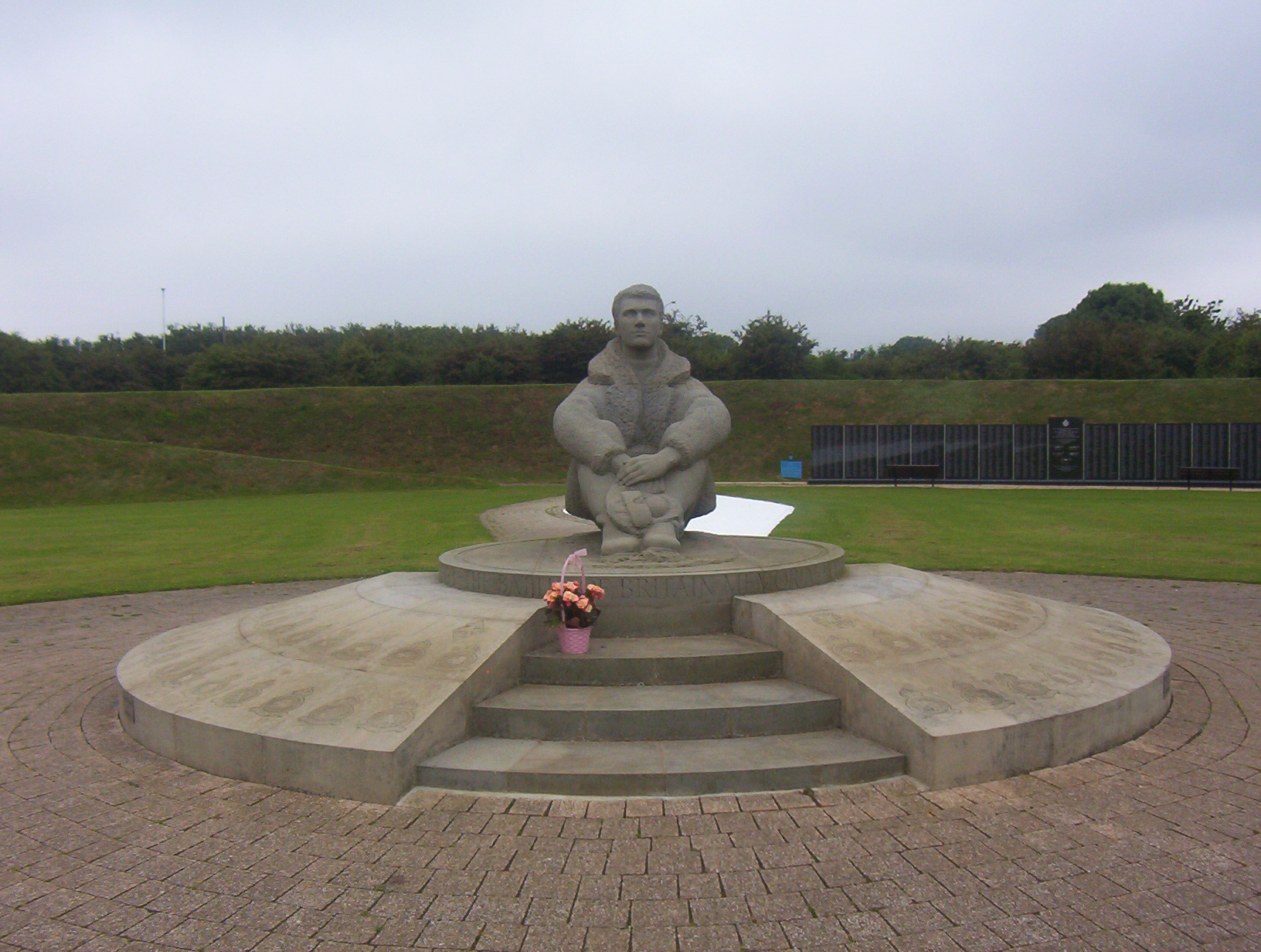
Mémorial de la bataille d'Angleterre de Capel-le-Ferne.

Le Mémorial de la bataille d'Angleterre de Capel-le-Ferne est un monument pour les équipages qui ont volé lors de la Bataille d'Angleterre. Il est situé sur les Falaises blanches au Capel-le-Ferne, près de Folkestone, sur la côte du Kent. 
Il a été initié par le Battle of Britain Memorial Trust, et inaugurée par la Reine Mère le 9 juillet 1993. Il est formé d'une grande forme d'hélice, avec la figure d'un pilote assis au centre sculptés par Harry Gray. Également sur le site il y a des répliques d'un Hawker Hurricane et aussi d'un Supermarine Spitfire et de Christopher Foxley-Norris (en). Sur le mur commémoratif, apparaît le nom des équipages de près de 3 000 chasseurs qui ont volé durant la bataille.

Battle of Britain Memorial
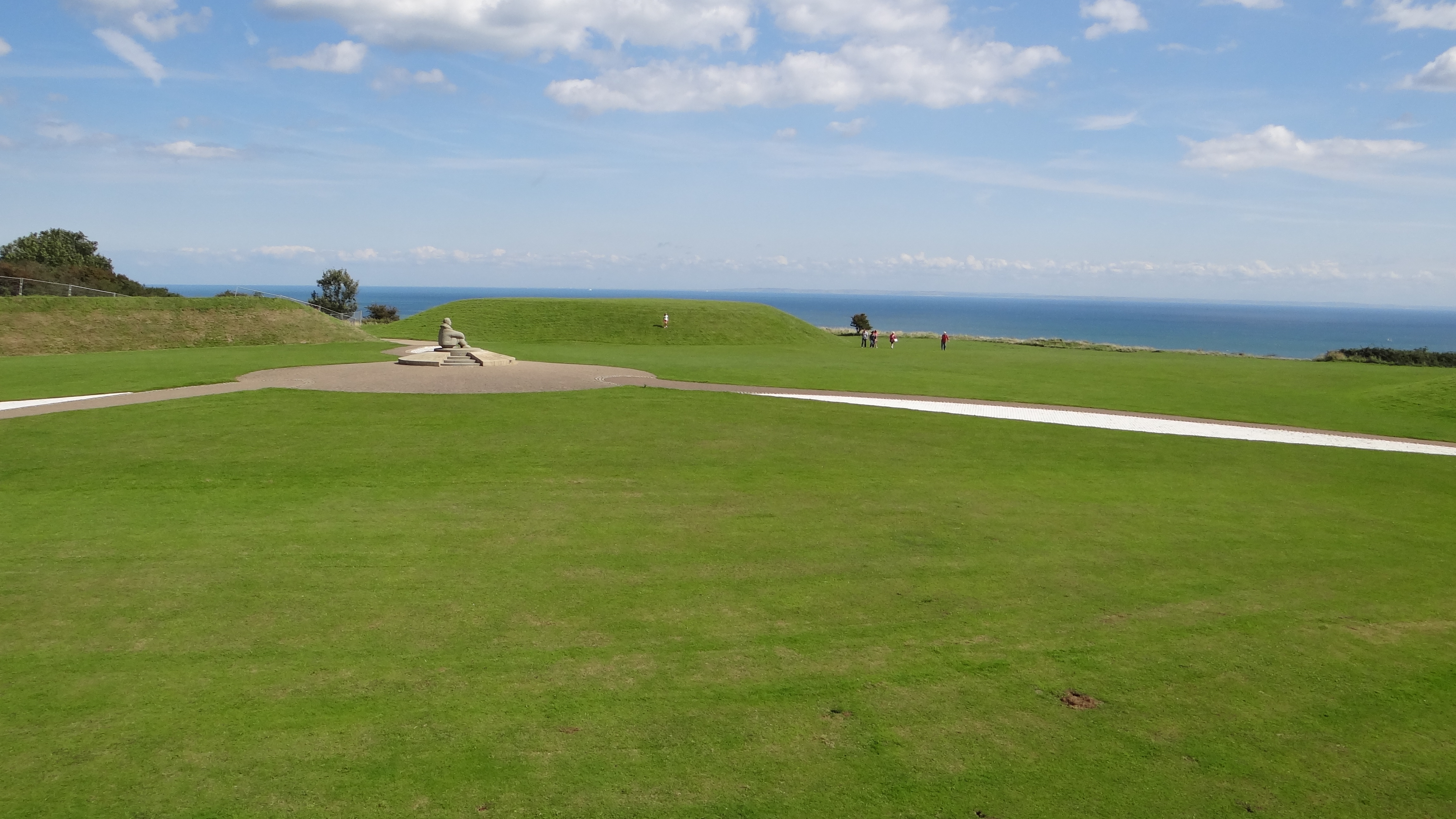
Paysage
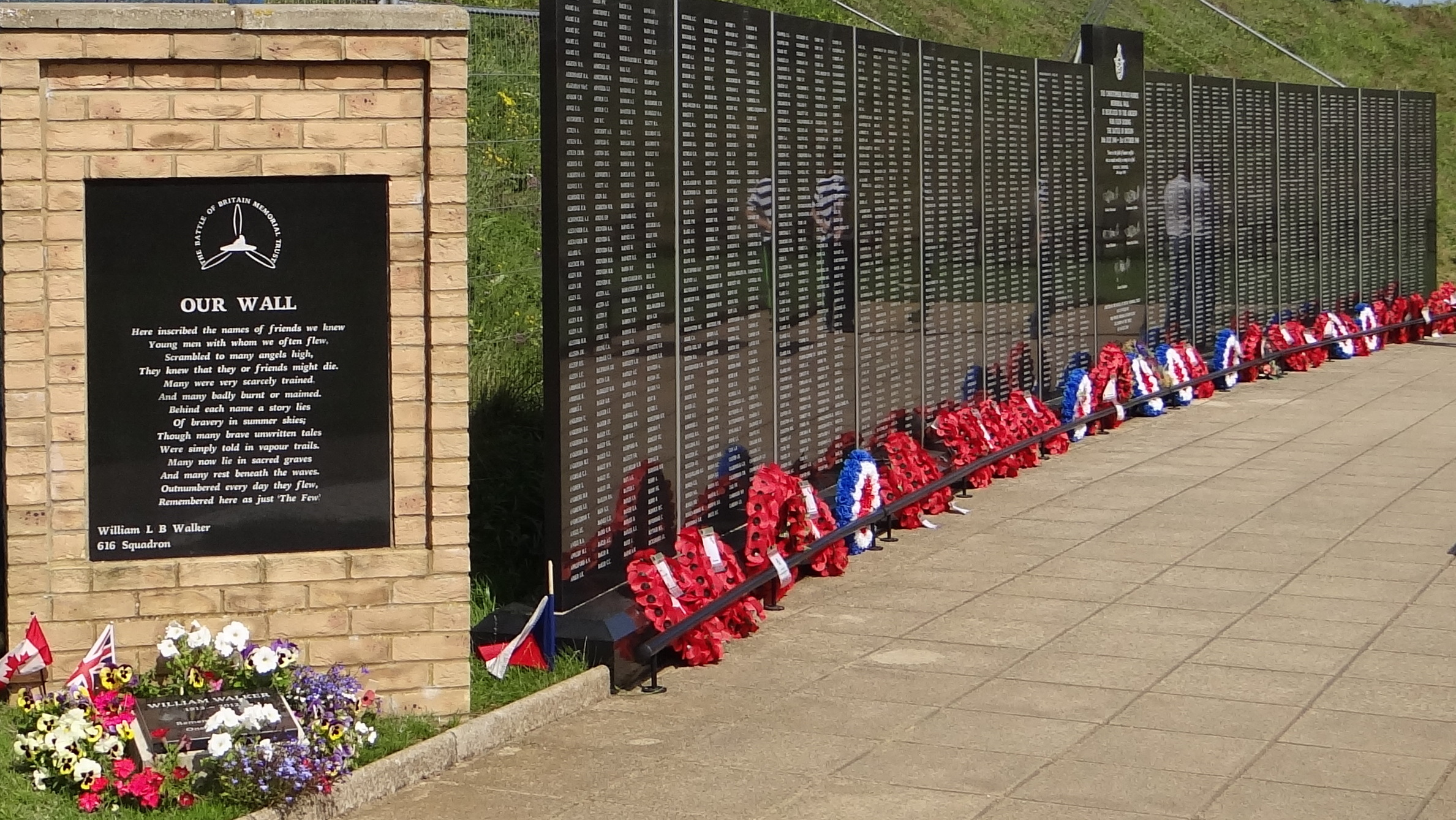
Murs aux aviateurs morts
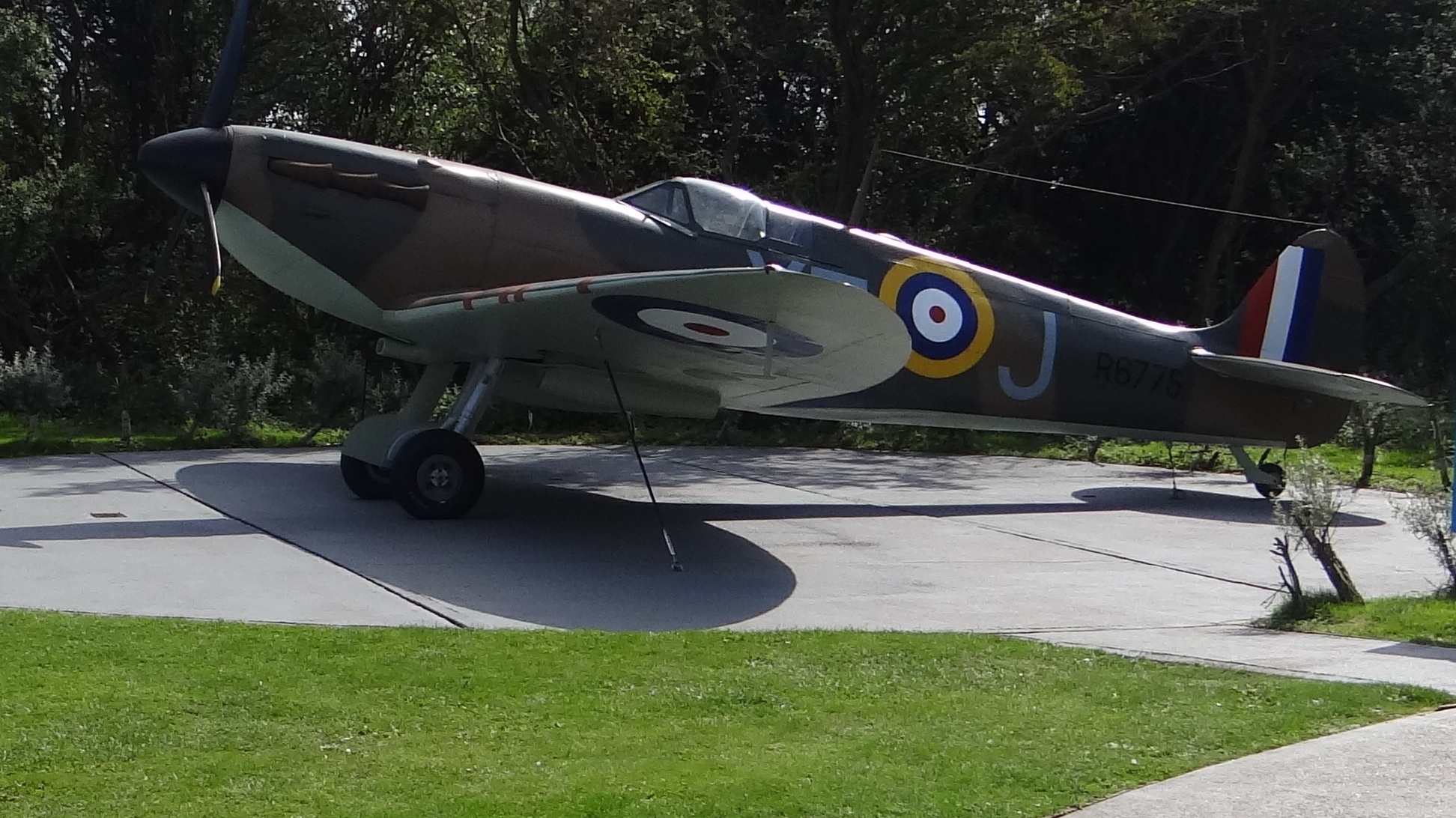
Réplique d'un Supermarine Spitfire